# Entente Feignies Aulnoye FC
El Entente Feignies Aulnoye FC es un equipo de fútbol de Francia que juega en el Championnat National 2, la cuarta división nacional.

## Historia
Fue fundado en el año 1951 en la ciudad de Feignies con el nombre SC Feignies, pero fue hasta el siglo XXI que el club juega por primera vez a escala nacional cuando juega en la desaparecida CFA 2 en la temporada 2002/03, liga en la que jugó por dos temporadas consecutivas hasta su ascenso en 2006 a la CFA 1, liga de la que descendió tras una temporada.
Jugó por primera vez en la Copa de Francia en la temporada 2004/05 donde fue eliminado en la octava ronda por el CS Sedan Ardennes, la primera de ocho apariciones consecutivas en el torneo, donde destacó en la edición de 2006/07 donde llegó a la ronda de 1/32 siendo eliminado por el FC Montceau. En el verano de 2016 SC Feignies se fusiona con sus vecinos del AS Aulnoye-Aymeries, equipo que había descendido de la CFA 2 en la temporada 2015–16, para crear al equipo actual.
En la temporada 2021/22 repite la ronda de 1/32 pero esta vez fue eliminado por el PSG FC por 0-3.

## Palmarés
- Championnat National 3: 1

2022/23
- CFA 2: 1

2004/05